# Bruno De Marchi
Bruno De Marchi (Pordenone, 8 dicembre 1925 – Pordenone, 31 luglio 2007) è stato un arbitro di calcio italiano.

## Carriera
Divenuto arbitro nel 1943, raggiunse prima il traguardo della Serie B nel 1955, e poi il 16 giugno 1957 fece il suo esordio in Serie A in occasione della partita Inter-Sampdoria.
Nel 1963 raggiunse i gradi di arbitro internazionale, che avrebbe conservato per i successivi anni fino al definitivo avvicendamento dai ruoli nel 1970. In totale diresse 177 gare del massimo campionato italiano, tra cui 2 derby di Roma e un derby d'Italia, e di una ventina di incontri tra Coppa dei Campioni e Coppa delle Fiere.
Il 22 gennaio 1967 fu suo malgrado protagonista di uno dei primi casi di gol fantasma documentati dalle riprese televisive: in Lazio-Juventus (0-0) del campionato italiano di Serie A 1966-1967, De Marchi non convalidò una marcatura dello juventino De Paoli poiché credette che la palla avesse colpito la traversa, tratto in inganno dal fatto che la sfera si era invece infranta contro un tirante che sorreggeva la rete dall'interno della porta.
Nel 1959 si aggiudicò il Premio Florindo Longagnani (poi divenuto Premio Giorgio Bernardi) destinato al miglior debuttante nella massima serie, mentre nel 1965 venne insignito del Premio Giovanni Mauro, massimo riconoscimento per un direttore di gara italiano. Per un breve periodo fu osservatore degli arbitri di Serie A.